# Tramvaiul din Brăila
Tramvaiul din Brăila este o rețea de tramvai electric dată în folosință pe 19 iunie 1900, care acum are 22,7 km lungime.

## Istoric
Prima ofertă pentru construirea a două linii de tramvai în Brăila au fost făcute de o companie belgiană în 1886, însă au fost refuzate de municipalitate. Zece ani mai târziu, orașul a atribuit companiei germane Helios contractul pentru construirea și operarea timp de 35 de ani a unei rețele de 6 linii de tramvai electric, cu o lungime totală de 21 km. Construcția primelor secțiuni a avut loc în 1898-1899. În 1900, după îndelungi discuții asupra caracteristicilor alimentării cu energie electrică, a fost deschisă prima secțiune, între strada Franceză și stațiunea Lacu Sărat.
Până în 1904 rețeaua fusese în mare parte finalizată, având 7 linii ce plecau din Piața Sfinții Arhangheli. Împreună cu liniile subrubane spre Lacu Sărat și Abator, lungimea totală a liniilor era de 18 km. Helios a vândut în 1911 rețeaua unei companii belgiene care a obținut în 1929 o concesiune valabilă până în 1957. În 1942 concesiunea este răscumpărată, societatea de tramvaie și uzina electrică fiind trecute în proprietatea orașului și în administrarea I.C.B. (Întreprinderea Comunală Brăila).
În perioada comunistă transportul de călători din Brăila a fost reorganizat de mai multe ori: între  1962 și 31 martie 1973 a fost operat de Întreprinderea de Transport Orășenesc subordonată sfatului popular, fiind apoi trecut la Unitatea de exploatare nr. 2 a Întreprinderii Județene de Gospodărire Comunală și Locativă. În cele din urmă, în 1979 s-a înființat Întreprinderea Județeană de Transport Local. În ceea ce privește rețeaua, în 1957 au fost suspendate rutele prin centrul orașului (Piața Traian), simultan cu punerea în funcțiune a traseului prin Bulevardul Independenței. În 1966 a fost prelungită cu 3,3 km linia de la Lacu Sărat până la Chișcani, urmată în anii 1980 de inelul exterior și extensiile din cartierele Vidin și Chercea.
În 1991, compania de transport public a fost redenumită Braicar, fiind apoi inclusă în R.A.T.C.G.L. Brăila împreună cu serviciile de salubritate și administrare a domeniului public (1995) și separată din nou în 1998. În 1991 parcul rulant cuprindea 53 de tramvaie Timiș 2, 10 T4R și 10 V3A. În anii 1990,respectiv 1997 au fost achiziționate sau primite mai multe tramvaie KT4D din Nurnberg și Berlin.

## Material Rulant

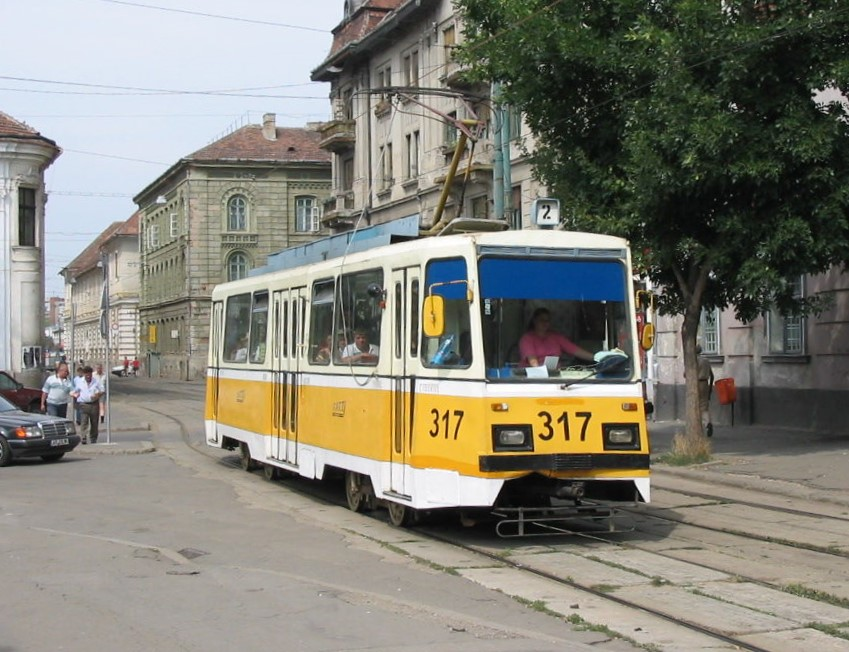

#### MAN T4/B4
În Brăila sunt 4 vagoane motor MAN T4, dintre care 2 sunt cuplate cu remorci MAN B4, 235+1602 și 237+1610, un vagon de lucru, #249 și un vagon bar, #259 este nefuncțional. Sunt repartizate Depoului Vidin. 235 este repartizat depoului Radu Negru. Mai există ,235 care sunt vagoane de lucru, iar 249 este donator. Mai sunt remorcile 1610 (237 casat+1567) și 1602 (238+1602) 
În 1997 au fost aduse din Nürnberg la Brăila 10 vagoane motor și 10 remorci MAN care sunt următoarele: 
- vagoane motor: 235, 237, 238, 239, 241, 242, 249, 259, 261, 268;
- remorci: 1591, 1592, 1598, 1600, 1601, 1602, 1605, 1607, 1609, 1610.
Iar în 2002 au fost achiziționate încă 6 remorci:

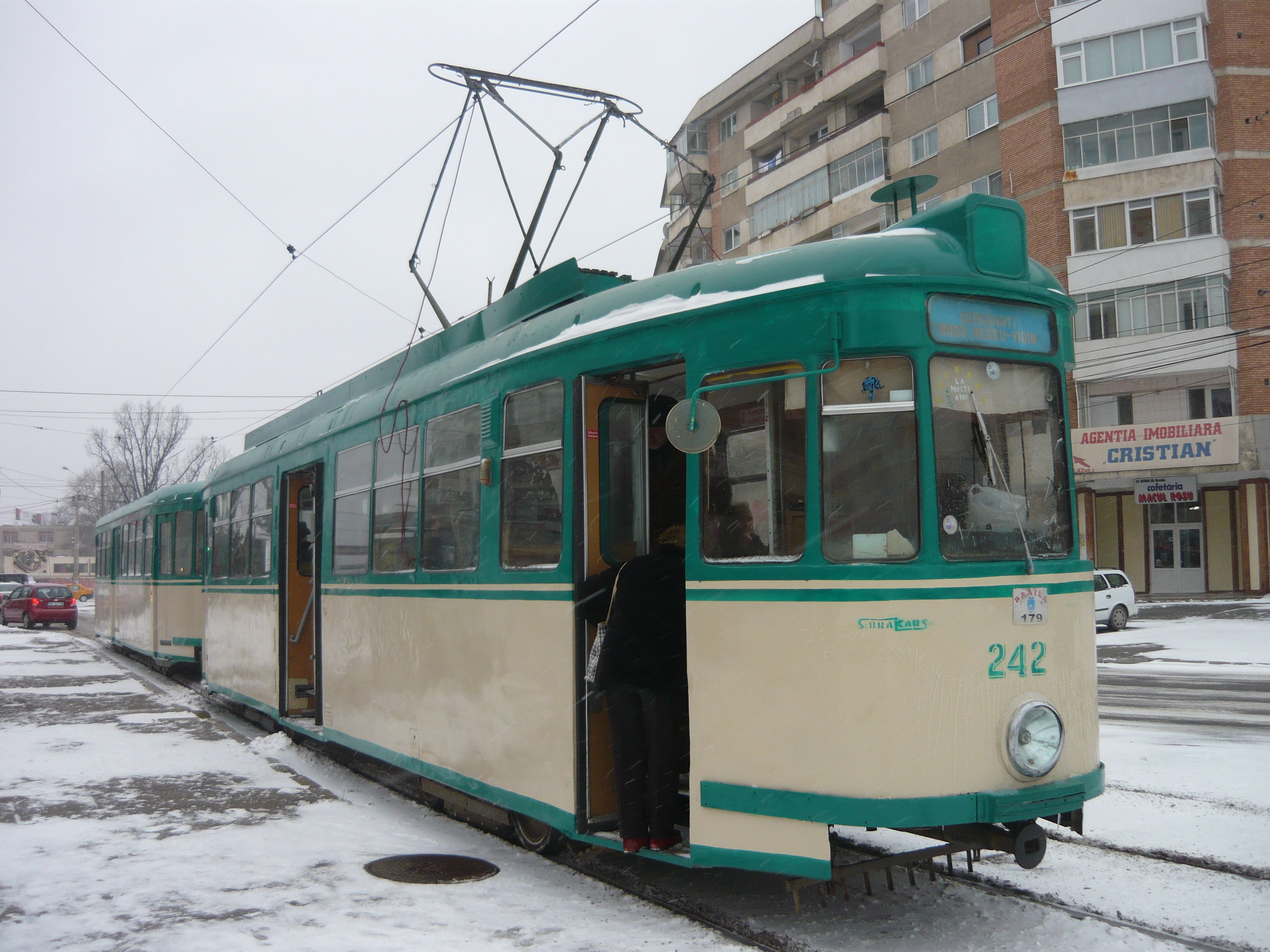

1564, 1567, 1571, 1574, 1575, 1579.

#### Tatra KT4D
Aceste tramvaie au fost achiziționate în 1997 (#9050, #9141, #9146, #9149, #9150, #9152, #9156, #9158, #9159, #9160) și 1998 (#9052, #9060, #9062, #9069, #9078, #9080, #9086, #9103, #9111, #9121). În prezent mai sunt doar   #9086 și #9069. Ele sunt atribuite Depoului Radu Negru.

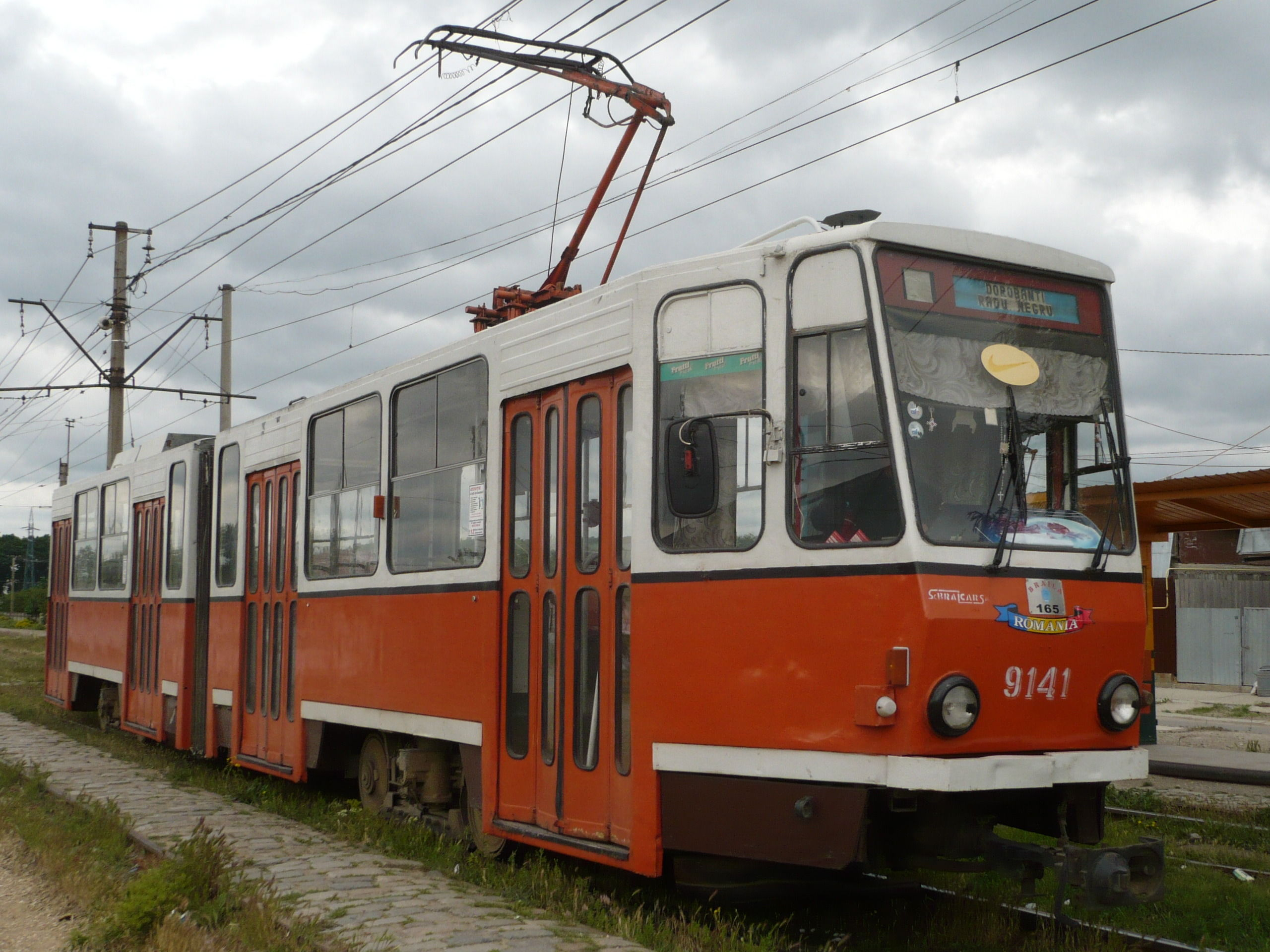

#### Werkspoor GT8

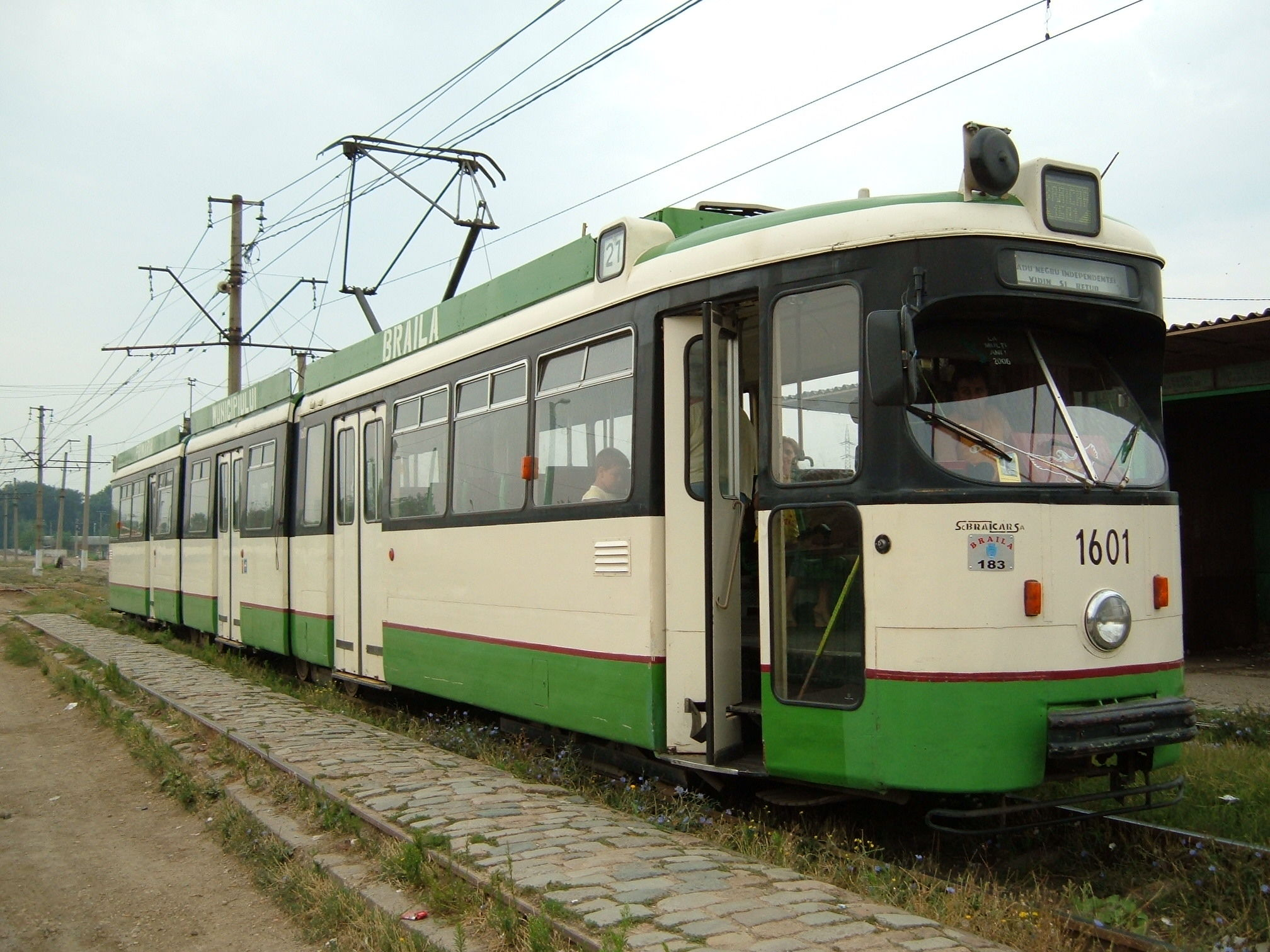

RET Rotterdam a adus Brăilei în mod gratuit 10 tramvaie GT8 cu numerele de parc cele actuale fiind atribute depoului Vidin:
1. 1601 (retras)
2. 1604 (funcțional)
3. 1611 (casat)
4. 1612 (donator)
5. 1613 (funcțional)
6. 1615 (funcțional rezerva)
7. 1618 (casat)
8. 1619 (casat)
9. 1621 (casat)
10. 1634 (casat)

#### SGP Tip E1

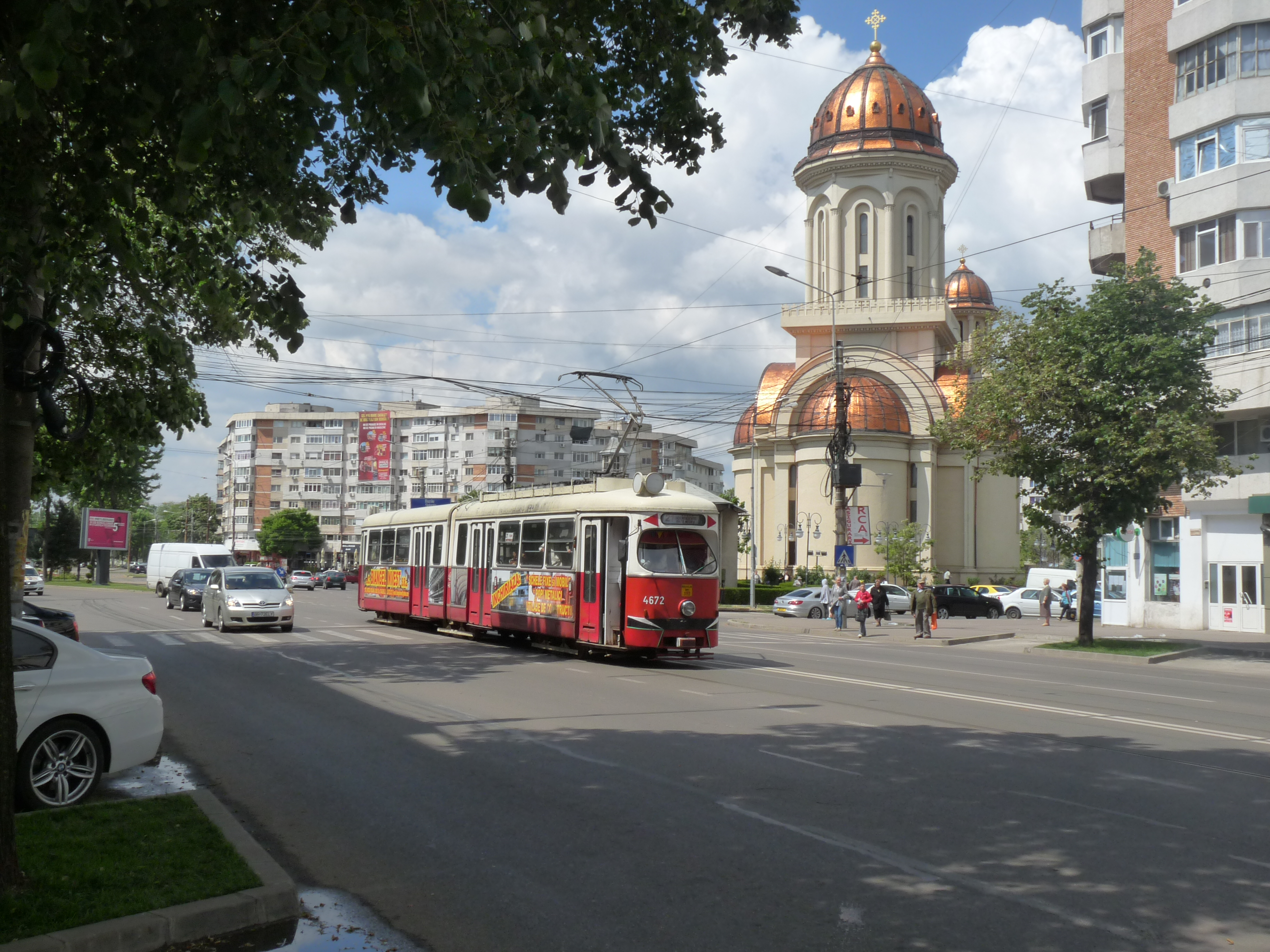

Între anii 2008-2009 au fost aduse 11 tramvaie E1 din Viena. Repartizarea lor pe depouri este:
- Depoul Vidin:

4631 (casat)
4650 (casat)
4653 (donator)
4659 (casat)
4660 (casat)
- Depoul Radu Negru:

4633 (funcțional probabil)
4637 (casat)
4638 (funcțional probabil conservat)
4661 (donator)
4672 (funcțional)
4689 (funcțional)

#### SGP Lohner

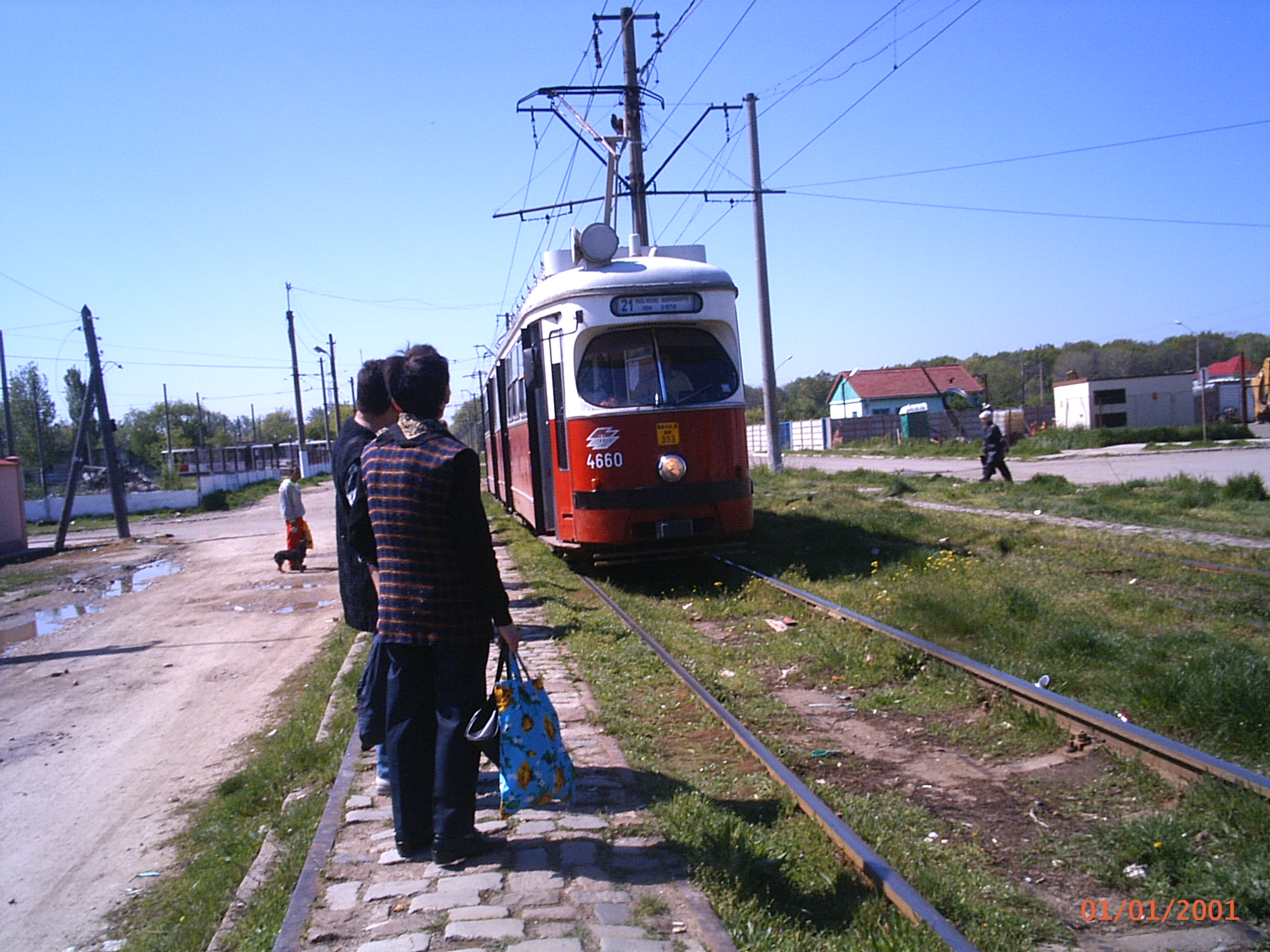

Aceste tramvaie sunt în număr de 9 și au fost aduse din orașul Graz. Sunt două serii:
Depou Radu Negru
Seria 260:
263 (donator)
268(retras)
271 (casat)
278 (casat)
279 (casat)
Depoul Vidin
Seria 580 și 265
265 (casat probabil)
268 (retras)
582 (funcțional)
583 (funcțional)
584 (casat probabil)

#### Astra Imperio
Pe 7 noiembrie 2023 au fost aduse la Brăila primele 2 astfel de tramvaie (din cele 10 tramvaie contractate în total) produse de Astra Vagoane Călători care în prezent se află în teste. Numerele și numele tramvaielor sunt:
- BR01 "Ana ASLAN"
- BR02 "Maria FILOTTI"
- BR03 "NICU ALIFANTIS"
- BR04 "PANAIT ISTRATI"
- BR05 "HARICLEA DARCLÉE"
- BR06  "MIHAIL SEBASTIAN"
- BR07  " Johnny RĂDUCANU"
- BR08 "FĂNUȘ NEAGU"
- BR09 "NICĂ PETRE"
- BR10 "NEDELCU CHERCEA"

#### Pluguri
În Brăila sunt 2 pluguri: P1 (depoul Radu Negru) și P2 (depoul Vidin).

### Nu mai există acum:

#### Tatra T4

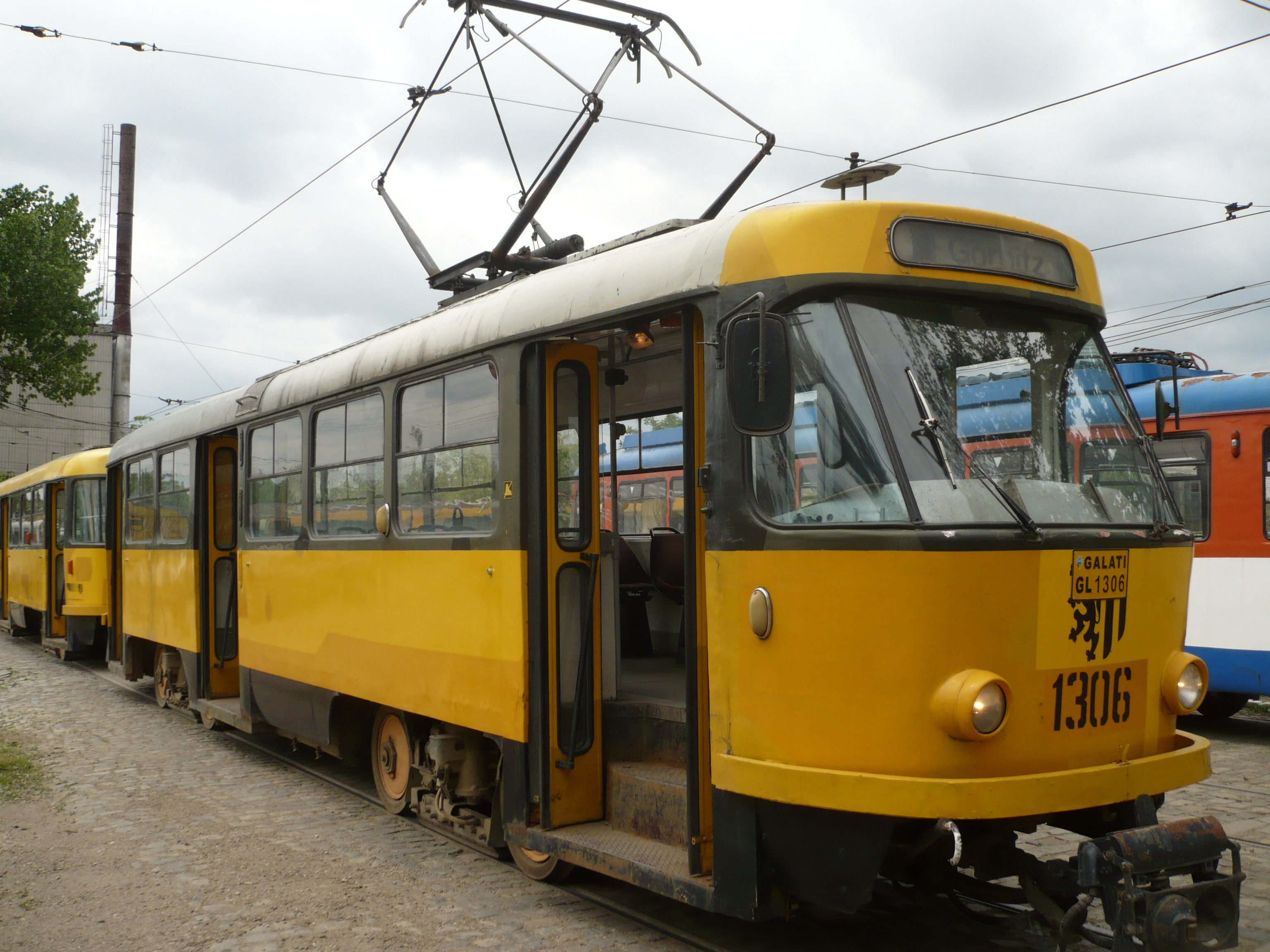

În Brăila au fost mai multe Tatra T4R luate din Galați. Au fost casate prin 2005.

#### V3A (V2A)

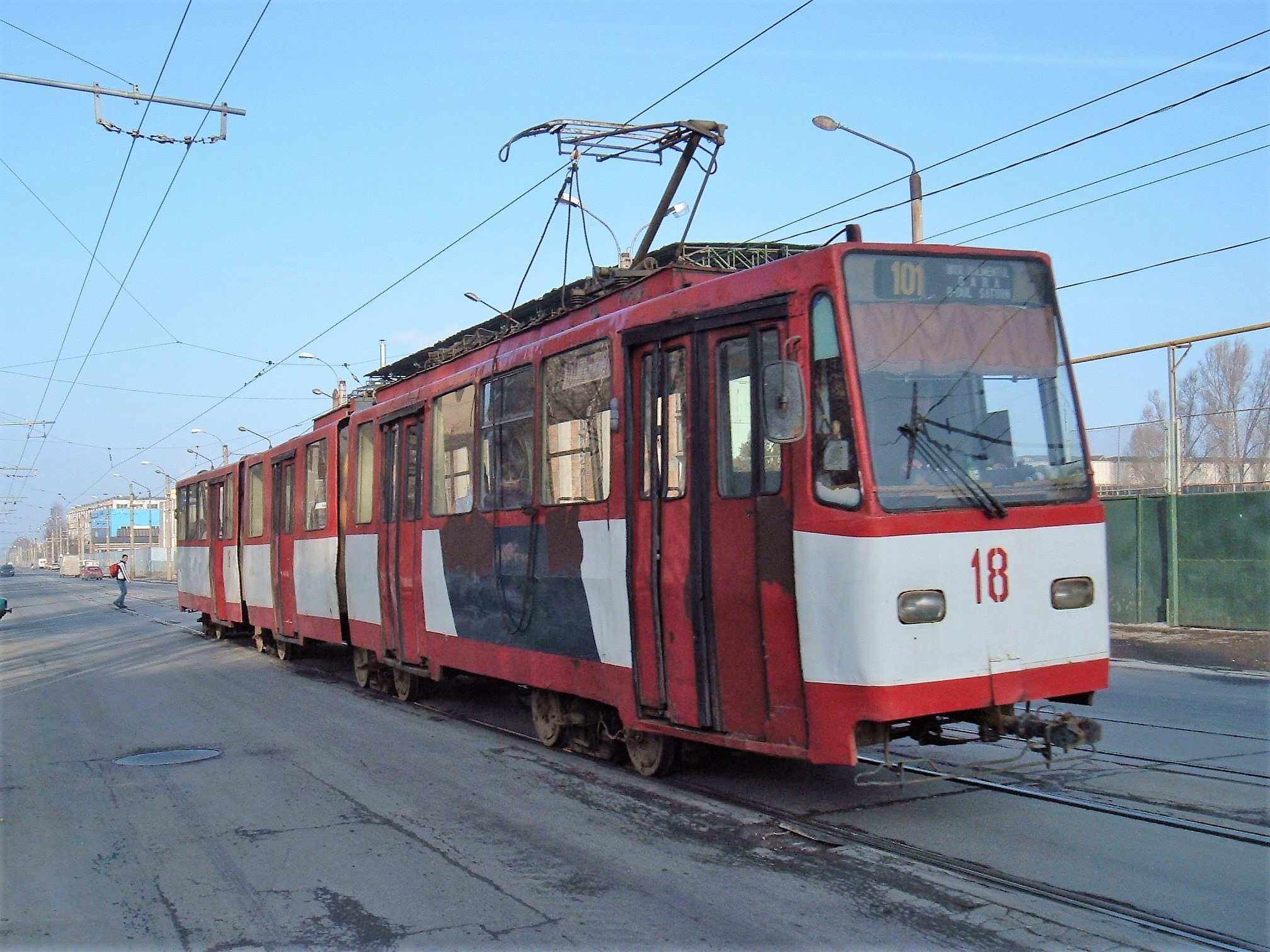

În Brăila au fost mai multe V3A-uri scurtate în 2000, retrase în 2005 și casate în 2010.
TIMIȘ 2
În Brăila au existat multe Timiș-uri cel mai recent casat fiind #69

## Trasee
În iunie 2019, în Brăila existau 3 trasee urbane și 2 trasee interurbane:
21
Parcul Monument — Independenței — Vidin
22
Cimitir Sfânta Maria-Dorobanți-Catedrala-Terminal Parc
23 (linie Desființată)
Radu Negru — Dorobanților — Soroli Cola (Înlocuit de Traseul 50)
Tramvaiul de Lacu Sărat
Sunt 2 trasee, 24 ( Depoul Radu negru — Lacu Sărat — Combinat) și 25( depoul Radu negru — Lacu Sărat).
Acum traseele 24 și 25 sunt combinate când tramvaiul pentru linia 24/25 este stricat se folosește autobuz un BMC-215 SCB Probabil FHT

## Depourile BRAICAR S.A. Brăila
În Brăila sunt 2 depouri amplasate în marginile orașului (Radu Negru - în sud; și Depoul Vidin - în nord)

## Galerie de imagini

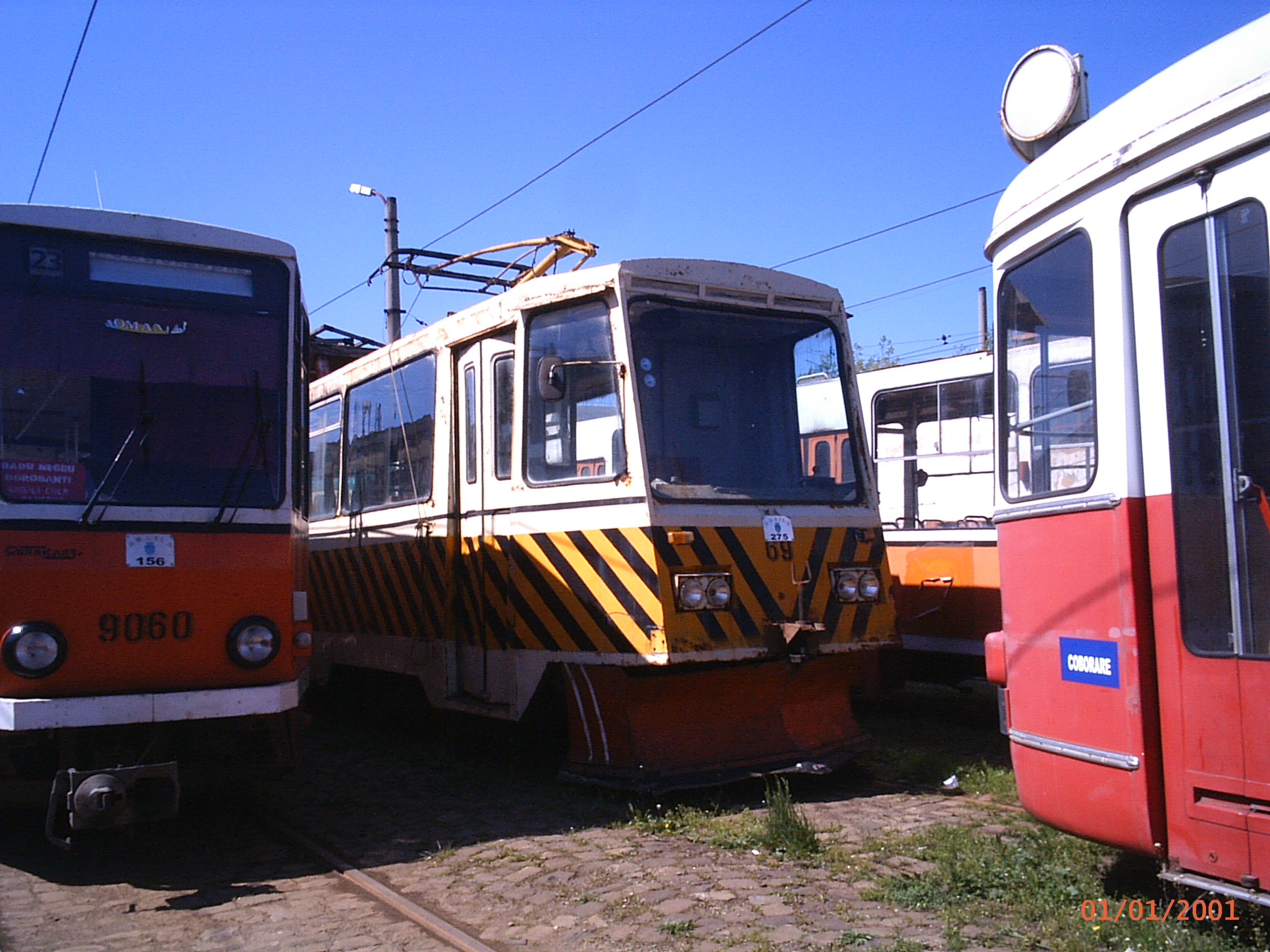
Tramvai Timiș2 din Brăila
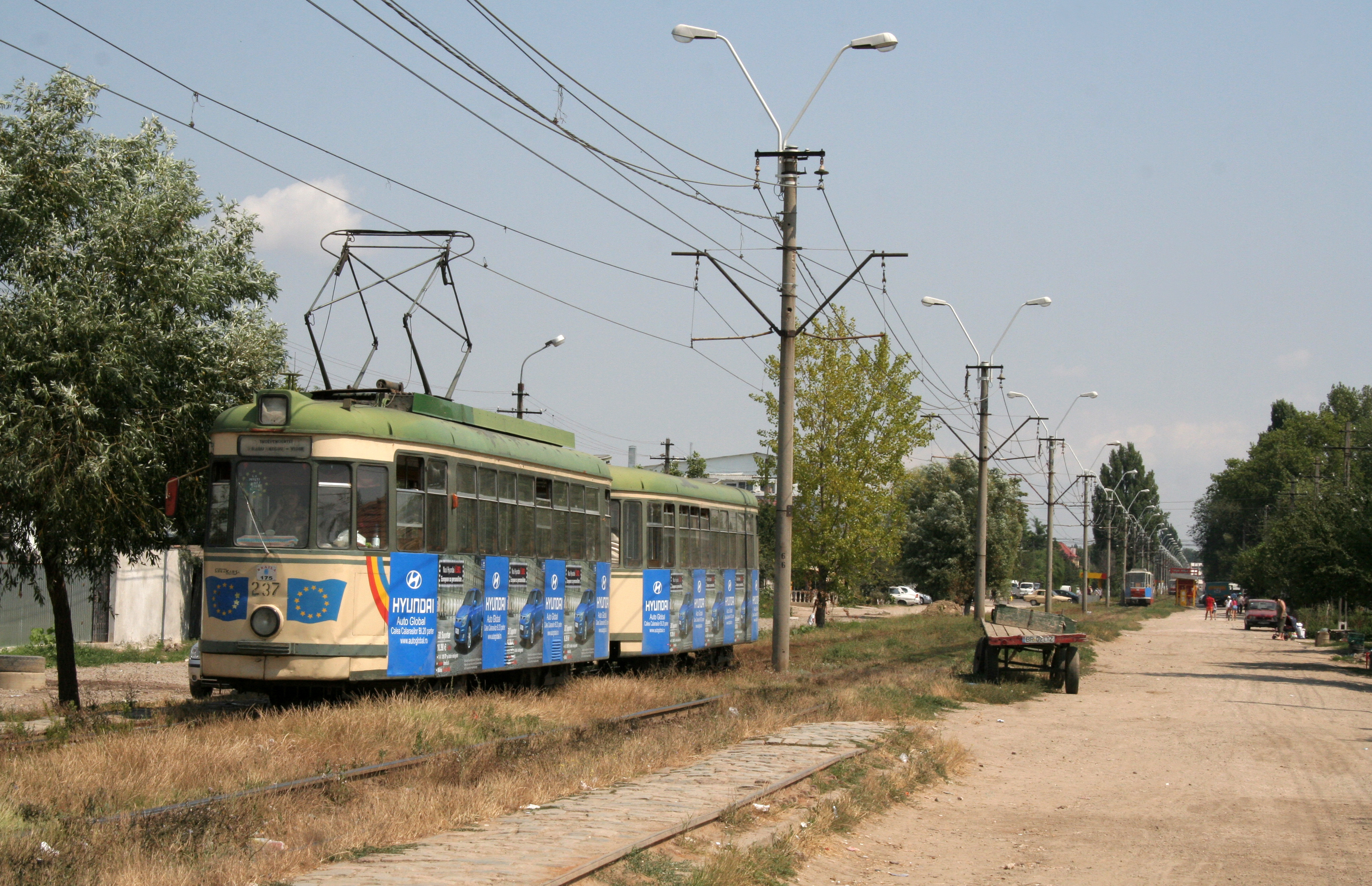
Tramvai MAN #237
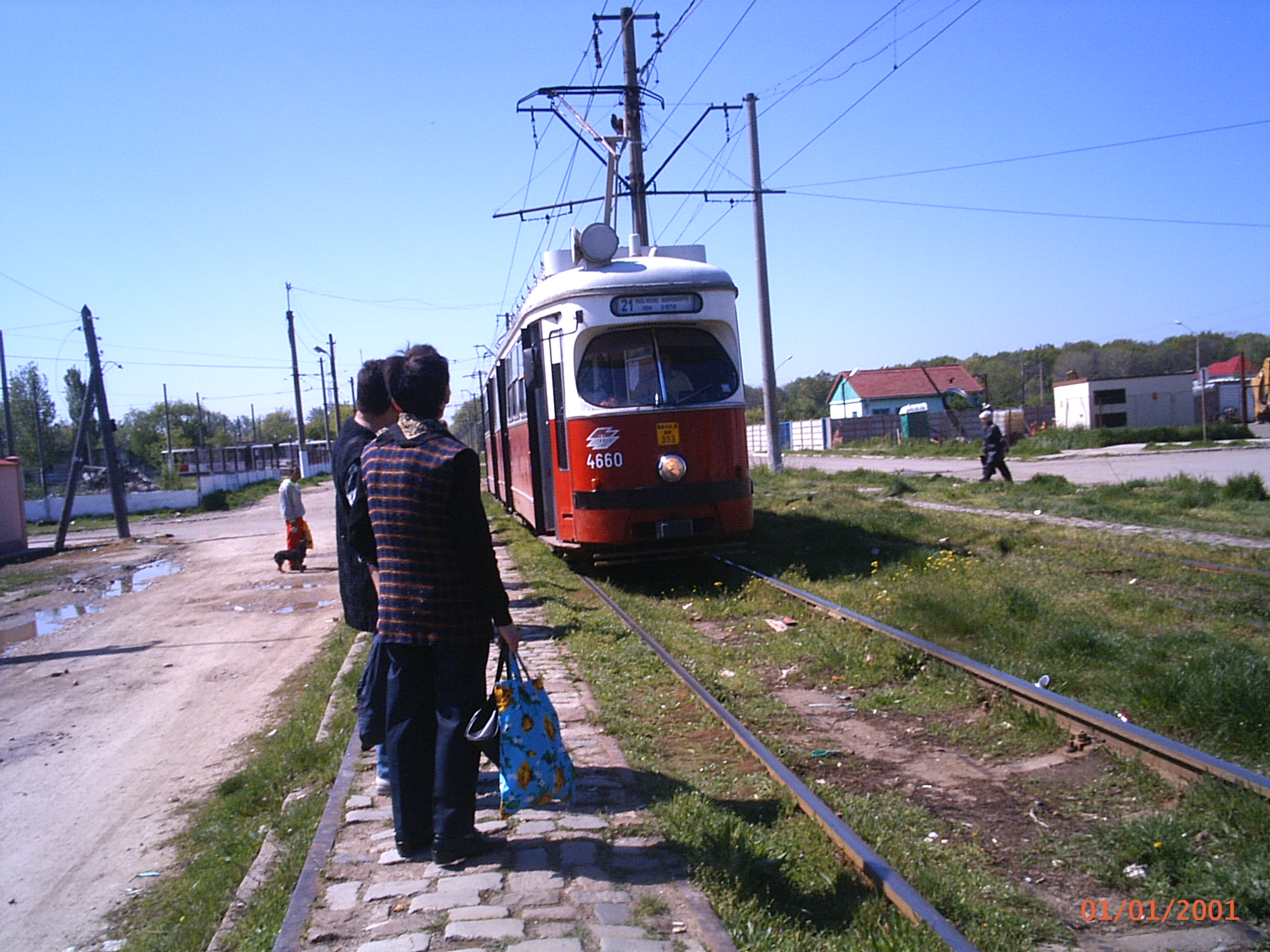
Tramvai E1 #4660
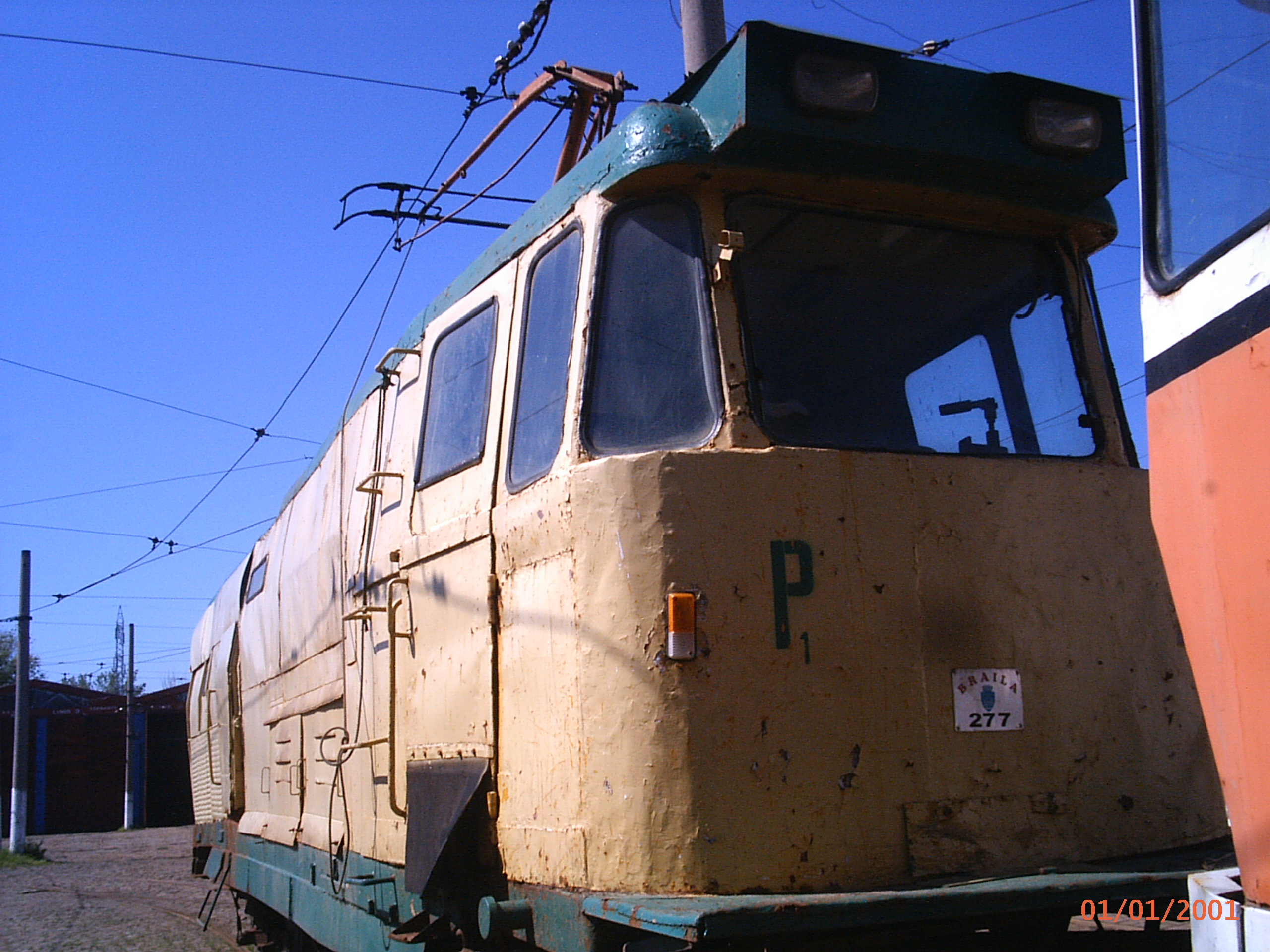
Plug din Brăila
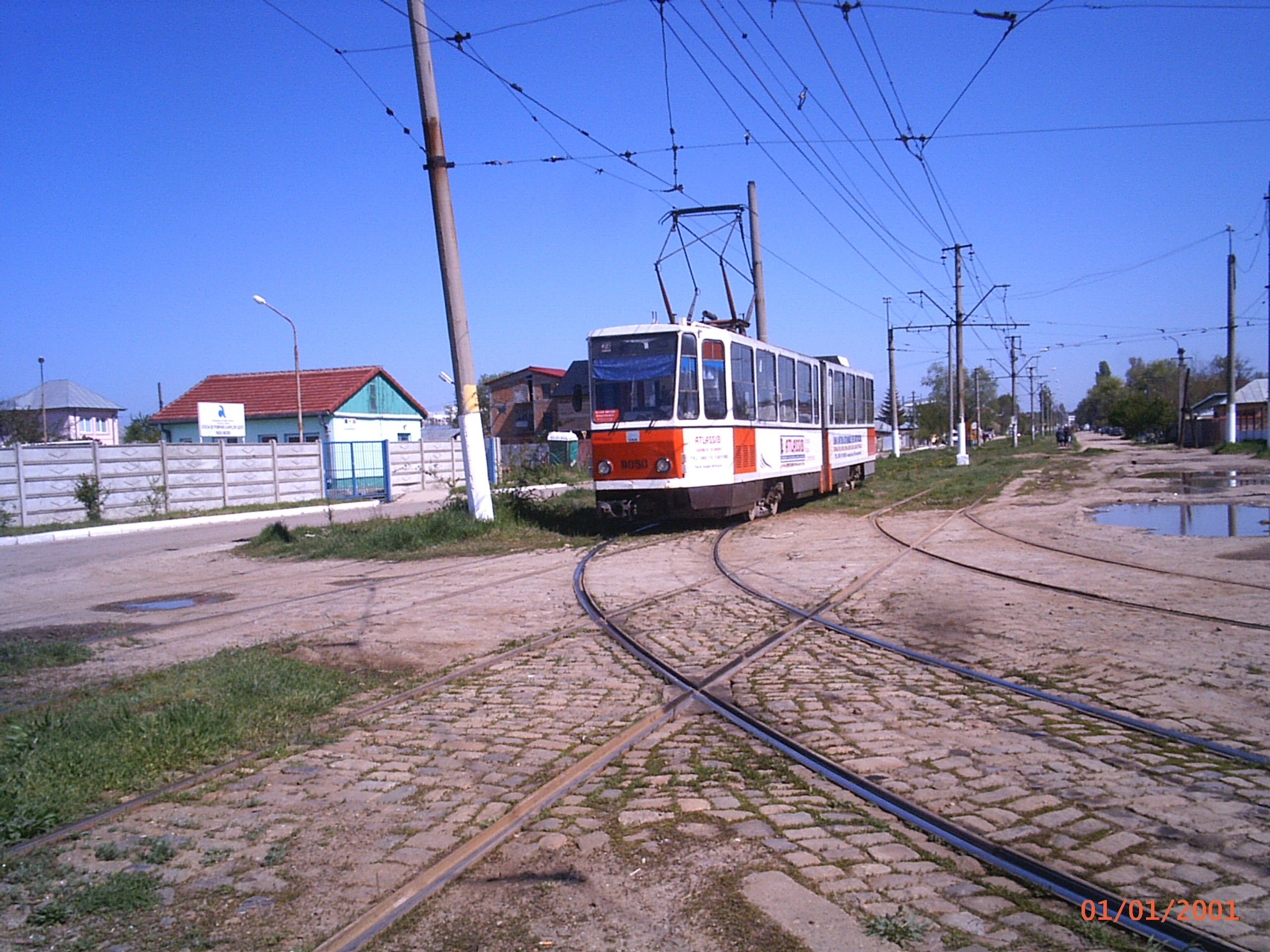
Tramvai KT4D #9050
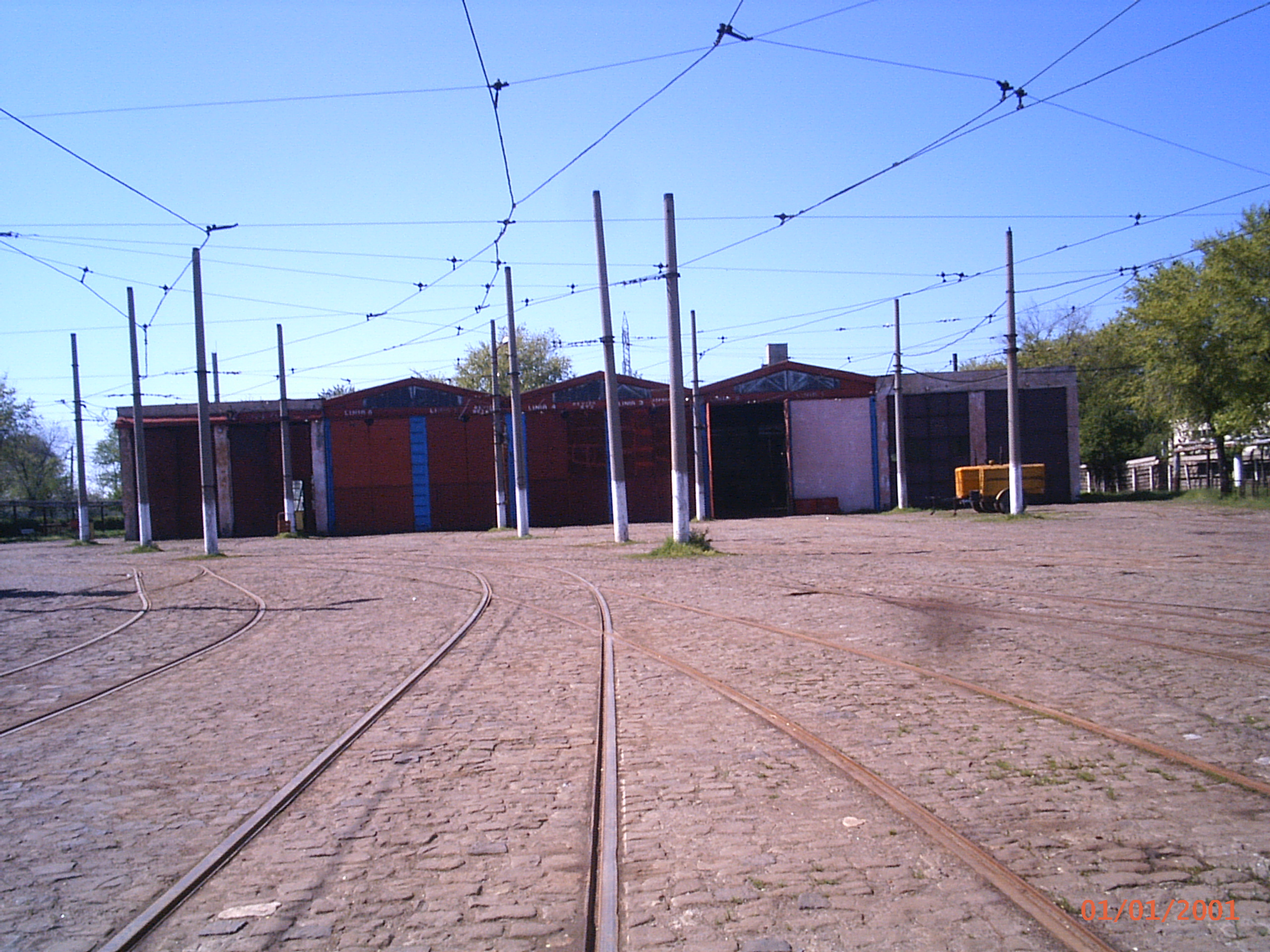
Depoul Radu Negru

## Legături externe
- Materiale media legate de Tramvaiul din Brăila la Wikimedia Commons